# Danellys Dutil
Danellys Dutil (ur. 12 lutego 1995) – kubańska lekkoatletka specjalizująca się w skoku wzwyż. W przeszłości uprawiała także skok w dal.
W 2013 zdobyła złoto mistrzostw panamerykańskich juniorów. Medalistka mistrzostw Kuby. 

## Osiągnięcia
| Rok  | Impreza                               | Miejsce         | Konkurencja | Lokata            | Wynik |
| ---- | ------------------------------------- | --------------- | ----------- | ----------------- | ----- |
| 2011 | Mistrzostwa świata juniorów młodszych | Lille Metropole | skok wzwyż  | el. – 15. miejsce | 1,72  |
| 2011 | Mistrzostwa świata juniorów młodszych | Lille Metropole | skok w dal  | 12. miejsce       | 5,69  |
| 2013 | Mistrzostwa panamerykańskie juniorów  | Medellín        | skok wzwyż  | 1. miejsce        | 1,76  |
| 2014 | Mistrzostwa świata juniorów           | Eugene          | skok wzwyż  | 10. miejsce       | 1,78  |
| 2014 | Igrzyska Ameryki Środkowej i Karaibów | Xalapa          | skok wzwyż  | 5. miejsce        | 1,75  |

## Rekordy życiowe
- Skok wzwyż – 1,90 (2013)
- Skok w dal – 5,93 (2011)